# Valley Springs (Arkansas)
Valley Springs – miasto w Stanach Zjednoczonych, w stanie Arkansas, w hrabstwie Boone.